# Davy Crockett (filme)

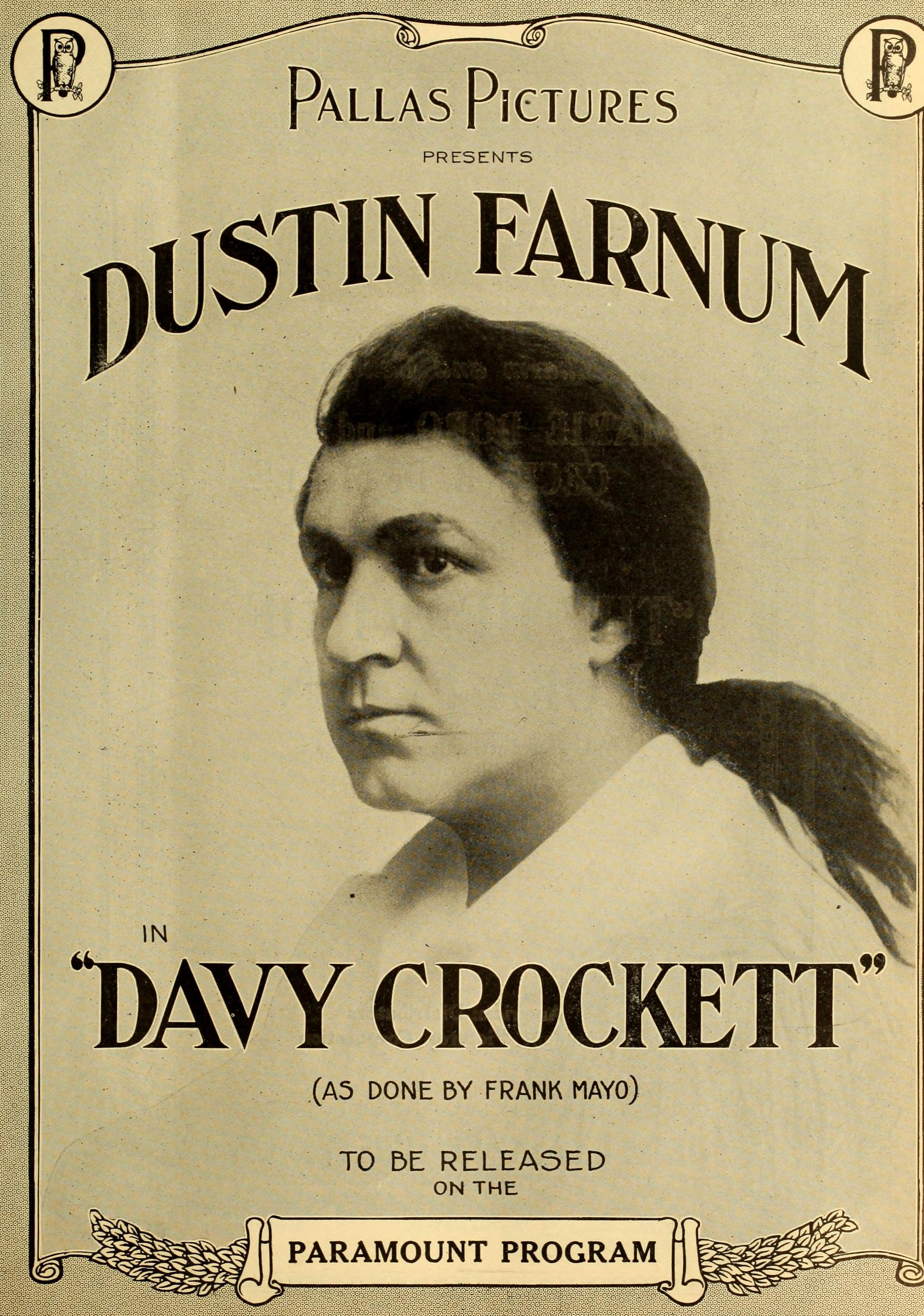
Davy Crockett 1916

Davy Crockett é um filme mudo produzido nos Estados Unidos e lançado em 1916.